# 有吉都
有吉 都（ありよし みやこ、1987年1月2日 - ）は、高知放送に所属する女子アナウンサー。東京都出身。（正確には「吉」の士は土である）

## 人物
東京都に生まれ幼少期も東京都で過ごす。十文字学園女子大学社会情報学部を卒業後、2009年10月に高知放送（RKC）にアナウンサーとして入社。特技は、アコースティックギター。RKC高知放送 報道制作部長の中嶋淳介と結婚をし、女の子を出産している。愛称は「ありみょん」。また、インターネット上の掲示板にて当人のスレッドが立っている。
なお、高知放送では2024年4月より、公式ホームページのアナウンサー紹介欄を「アナウンサー・キャスター」に変更されているが、有吉は引き続き同局のアナウンサーとして出演し、テレビ・ラジオ出演時は「高知放送（またはRKC）アナウンサー」として引き続き出演を続けている。

### パーソナリティー
- 好きなものは、マンゴー、茶碗蒸し、ドラえもん。
- 苦手なものは、おばけ、虫、爬虫類。
- 趣味は、新体操やフィギュアスケートなどの採点競技観戦、買い物、外食。

2020年12月末に、産休のため全ての番組を降板した。
2022年3月28日放送開始の『とさこちラジオ』『とさこちラジオw』にて産休から復帰。

## 番組出演

### テレビ
- こうちeye (木曜・金曜日→月曜～木曜→月曜～水曜→木曜・金曜日担当)
  - 2009年10月1日の入社1日目から出演を開始。当初は木曜日と金曜日のMCを務め、その後2012年4月2日からの1年間に限り月～木曜日のMCを任された後、2013年4月1日から週を1日縮小して月～水曜日を担当し、以降8年間固定してきたものの、前述の産休のため降板することとなった（後任は井手上恵で、木・金曜日も含めると週5日担当することとなる）。
  - なお、河内が体調不良または休暇取得時の場合は、第1期には有吉と井手上が2トップを組むこともあり、特に2020年12月3日にはラジオでの「あさドレッ!わいど」終わりにそのまま帯同することもあった。
  - 2022年の新社屋移転後に産休から復帰した後、4月1日から23年3月31日まで金曜日限定でメインMCに就任。藤井慎子（1部）・纐纈琴巴（2部）と務めた。翌週からは木曜日1部・金曜日1・2部のMCに就任[注釈 1]。
  - また、毎年12月下旬（22日～28日）には、高知放送の報道局、スポーツ局などが一堂に結集した「こうちeyeスペシャル（2019年～2021年までRKCスペシャル）こうちこの一年」を放送。産休前最後の出演となった2020年12月27日の「RKCスペシャル こうちこの一年2020」では、河内・井手上と3人でスタジオ進行を担当した。2022年からは中継先リポーターを担当。
  - 高知放送アナウンサー全員が出演し、当番組の1部に放送されていたコーナー「ぐるぐるbuzzbuzz」（2024年5月16日～10月10日まで）にも参加した。
- よさこいSUPER LIVE
- RKCニュース

### ラジオ
- RKCニュース
- とさこちラジオ（水曜日担当）[3]
- こころのたからばこ～『やまもも』おかわり！～（2023年4月1日 - ）
- YOSAKOIまるごとよっちょRADIO(毎年放送)[4]

### 過去の出演番組

#### テレビ
- 朝だ!生です旅サラダ（高知からの中継担当）
- RKCニュース

#### ラジオ
- あさドレッ!わいど（木曜担当）
- 歌のない歌謡曲（月曜～金曜担当）
- Dr野中の統合医療最前線（火曜担当）
- とさこちラジオw（水曜日担当）[5]
- RKCニュース